# Obersalzberg
De Obersalzberg is een circa duizend meter hoge berg, gelegen in de Beierse Alpen nabij Berchtesgaden, in het zuiden van de Duitse deelstaat Beieren. De naam Obersalzberg komt van de zoutmijnen die zich onder deze berg bevinden en die sinds 1517 in productie zijn. Deze berg is voornamelijk bekend geworden vanwege het feit dat hier tijdens de Tweede Wereldoorlog de hoogste nazileiders woonden, waaronder Adolf Hitler en Hermann Göring.

## Historie

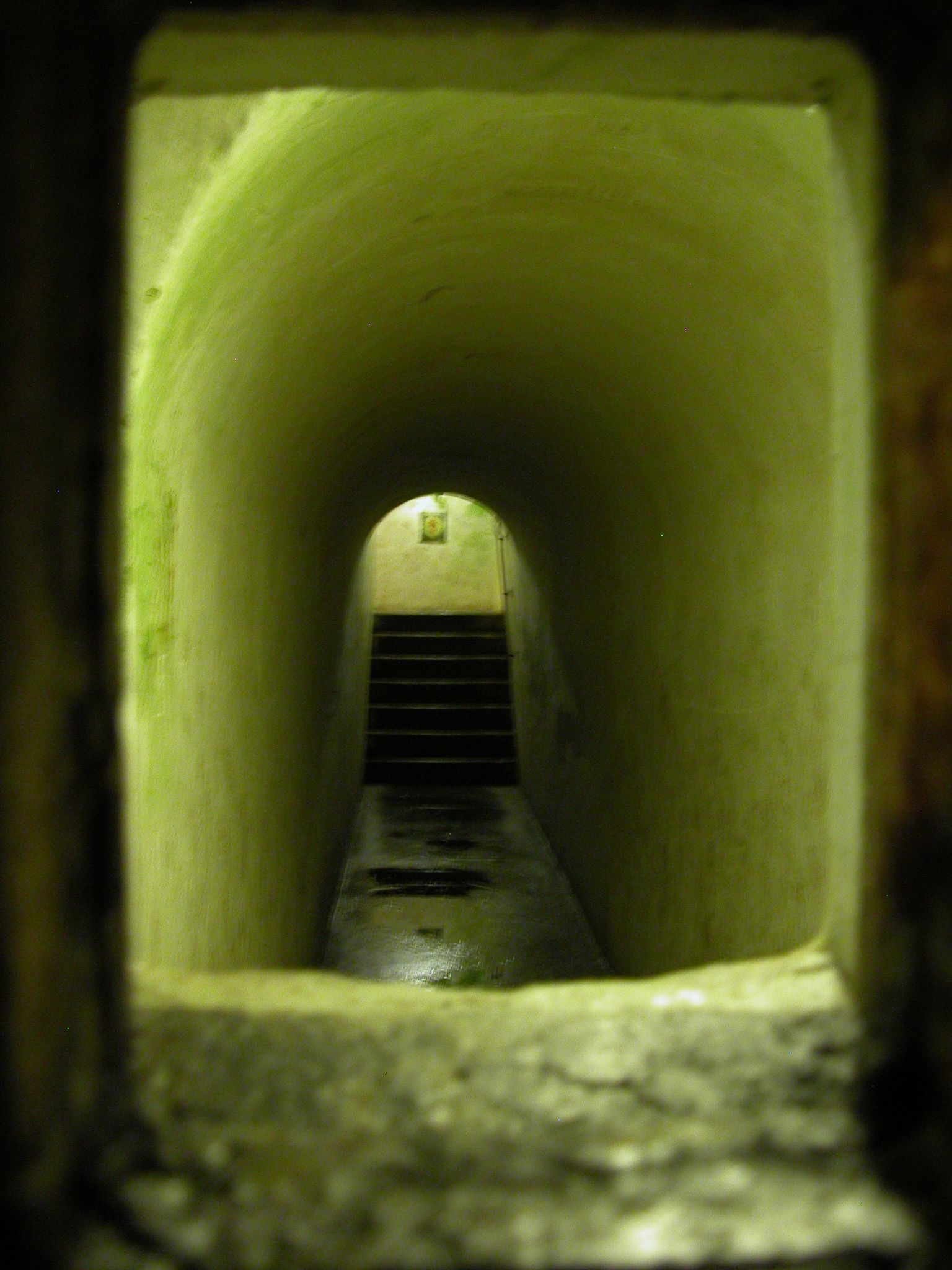
Tunnel onder de berg

In 1877 kocht Mauritia Moritz-Mayer een boerderij op de Obersalzberg en maakte daar een pension van, genaamd 'pension Moritz' (later: Platterhof). Mede door dit pension en de vergezichten op zowel Salzburg als op Berchtesgaden verkreeg de Obersalzberg bekendheid: er werden wandelpaden aangelegd, er werd een kindersanatorium gebouwd en in 1911 werd vanwege toenemende bezoekersaantallen een hotel gebouwd. Dit hotel kreeg de naam 'Hotel Türkenhof' (later Hotel zum Türken: dit hotel staat er nog steeds). Op zo'n 50 meter van dit hotel bouwde een zekere heer Winter uit Buxtehude een bescheiden chalet. Dit chalet kreeg de naam 'Haus Wachenfeld'.

## Berghof
Adolf Hitler kende de omgeving van Berchtesgaden en de Obersalzberg al vanaf 1923, dit door toedoen van de dichter, redacteur en toneelschrijver Dietrich Eckart. Adolf Hitler kwam met enige regelmaat in zowel Berchtesgaden als op de Obersalzberg. Vanaf juni 1928 huurde Adolf Hitler het chalet Haus Wachenfeld, om het in 1933 uiteindelijk aan te kopen. In 1935 bouwde hij om dit huis heen (het chalet zelf bleef intact) een luxe villa. Een groot raam (van zo'n 8 bij 4 meter) bood uitzicht op de Untersberg. De naam Haus Wachenfeld verdween en werd vervangen door 'Berghof'. Deze villa werd het 'presidentiële' onderkomen van Adolf Hitler. Dit had mede tot gevolg dat in de berg bunkers en gangen werden gegraven. Een gedeelte van het netwerk aan onderaardse gangen dat intact gebleven is, kan worden bezocht. Zowel in Hotel Zum Türken als in het bezoekerscentrum zijn ingangen voor het publiek. Ooggetuigen hebben gezien dat bij de bouw van het luxe hotel 'InterContinental Resort Berchtesgaden' veel funderingen, waarschijnlijk ondergrondse gangenstelsels, werden gesloopt.

## Veranderingen op de berg
Door de komst van de dictator veranderde de Obersalzberg enorm. Mede door toedoen van Martin Bormann werden eeuwenoude hoeven opgekocht en gesloopt en enkele 'nazi-bonzen', waaronder naast Bormann zelf ook Hermann Göring, bouwden grote woningen op deze berg. Ook Albert Speer woonde een eindje verder op de Obersalzberg. De SS, die de berg buitengewoon streng bewaakte, kreeg een grote kazerne toegewezen en zo veranderde de Obersalzberg van een idyllische naar een militaire omgeving. Het was voor burgers niet meer mogelijk de berg te bewonen: het werd, na Berlijn, het grootste machtscentrum van nazi-Duitsland. Hitler verbleef soms maanden achtereen op de Obersalzberg. Het militaire machtscentrum was in die periodes op de Obersalzberg.

## Kehlsteinhaus
De Kehlstein is een berg die te bereiken is vanaf de Obersalzberg. Voor de 50e verjaardag van Adolf Hitler liet Martin Bormann een theehuis bouwen op de top van de Kehlstein. Dit huis kreeg de naam Kehlsteinhaus, door de Amerikanen 'Eagles Nest' (adelaarsnest) genoemd. De Kehlstein kan heden ten dage alleen door wandelaars of met speciaal voor dit doel gebouwde bussen bezocht worden. Aan het einde van het pendelbussentraject is een kleine parkeerplaats. In aanpalende rotsen is een tunnel gebouwd, en aan het einde van de tunnel start de lift die de bezoekers in een mum van tijd naar het Kehlsteinhaus brengt. Boven op de Kehlstein heeft men een panoramisch uitzicht over onder meer een stuk Oostenrijk.

## Verwoesting
Op 25 april 1945 bombardeerden de geallieerden de Obersalzberg. De ravage op de berg was enorm: het Berghof veranderde in een ruïne. Op 20 april 1952, om 17:05 uur, werden de restanten van het Berghof opgeblazen. Om de locatie te verbergen plantte de overheid overal bomen en rest niets meer dan de fundering van het gebouw. Met de komst van het Intercontinental Hotel op de Eckerbichl verdwenen ook de restanten van de fundering van het huis van Hermann Göring. Menig verzamelaar wist nog een (blauwe) tegel van het vroegere zwembad te bemachtigen.
De nog steeds aanwezige garage van het Berghof werd in oktober 1995 afgebroken en daarna volgden ook het grootste gedeelte van Hotel Platterhof, de onderaardse schietbaan en de fundamenten van het "Modelhaus" en de SS-kazernes. Eerder werd ook al de garage van de Platterhof, met daarboven de personeelsverblijven, gesloopt. In 2006 zijn op bevel van de Beierse regering ook de restanten van het theehuis op de Mooslahnerkopf verwijderd en in september 2007 is een deel van Hitlers modelboerderij de 'Gutshof' afgebroken. Overigens werd het theehuis op de Mooslahnerkopf dagelijks door Hitler bezocht als hij op het Berghof resideerde, in tegenstelling tot het Kehlsteinhaus (adelaarsnest), waar hij niet graag kwam, maar wat nu jaarlijks door 400.000 panoramaliefhebbers wordt bezocht. Hitler kon slecht tegen de ijle lucht op deze hoogte en bovendien vreesde hij voor sabotage van de in de berg uitgehakte lift.